# JAC Digital
JAC Digital(ジェイエイシーデジタル)は、株式会社ジェイエイシーリクルートメント(JAC Recruitment)のデジタル領域に特化した人材紹介ブランド。
日本国外のジェイエイシーリクルートメント グループの企業と業務提携を行っており、そのネットワークは、イギリス、シンガポール、マレーシア、インドネシア、タイ、中華人民共和国、香港、韓国、ベトナムに広がっている。
プライバシーマークを取得している。 一般社団法人人材紹介事業協会、一般社団法人日本経済団体連合会に加盟している。